# Miroslav Rosůlek
Miroslav Rosůlek (* 30. ledna 1943) je bývalý československý motocyklový závodník, reprezentant v ploché dráze. Po skončení aktivní kariéry působil jako trenér.

## Závodní kariéra
V Mistrovství světa jednotlivců skončil nejlépe v roce 1973 na 14. místě v kontinentálním polofinále. V Mistrovství světa družstev startoval v roce 1973. V Mistrovství Československa jednotlivců skončil v roce 1969 na 11. místě, v roce 1971 na 12. místě, v roce 1972 na 10. místě, v roce 1973 na 9. místě, v roce 1974 na 10. místě, v roce 1975 na 14. místě a v roce 1977 na 20. místě. Závodil za AMK Bateria Slaný.